# Добрэ, Габриэль Огюст
Габриэль Огю́ст Добрэ (фр. Gabriel Auguste Daubrée; 25 июня 1814 года, Мец — 29 мая 1896 года, Париж) — французский геолог и спелеолог.

## Научная деятельность
По окончании курса в парижской Политехнической школе был горным инженером и профессором минералогии в Страсбургском университете (1839—1852).
Научные путешествия по Швеции и Норвегии и др. странам, многочисленные работы по геологии и минералогии, например геологическая карта департамента Нижнего Рейна (1852), дали Добрэ право на избрание в члены Французской академии наук в 1861 году. Тогда же Добрэ получил кафедру геологии в Парижском музее естественной истории, а через год — кафедру минералогии в парижской Горной школе.
Главную славу Добрэ составляют работы по экспериментальной геологии, начатые им в 1877 году; они вместе с работами Эбельмана, Дюроше и Сен-Армона обусловили собой блестящее развитие минералогической (геологической) химии. Упомянутые учёные своими опытами объяснили происхождение и дальнейшее изменение многих минералов и горных пород; они синтезировали минералы в своих лабораториях при условиях или тождественных, или близких к тем, при которых эти минералы возникают в природе. Эти исследования Добрэ изложены в книге «Études synthétiques de géologie expérimentale» (Париж, 1879).
Известны также исследования Добрэ образования трещин в стеклах, подвергавшихся вдавливанию; эти исследования объясняют способы образования трещин в ледниках и различных горных породах.
Добрэ принадлежат исследования многих метеоритов. В память этой его деятельности дано имя добрелита минералу, найденному в метеоритах в виде блестящих чешуек чёрного цвета и представляющему собой FeS + Cr2S3, двойную соль сернистых железа и хрома.

## Издания
- «Études synthétiques de géologie expérimentale» (Париж, 1879)
- Мемуары Добрэ напечатаны в «Compt. rend.» и в «Annales des mines».

## Память
В 1973 г. Международный астрономический союз присвоил имя Габриэля Добрэ кратеру на видимой стороне Луны.